# Караюсуф
Караюсуф (на турски: Karayusuf) е село в Източна Тракия, Турция, Вилает Одрин.

## География
Селото се намира на 15 километра източно от Одрин.

## История
В 19 век Караюсуф е българско село в Одринска кааза на Одринския вилает на Османската империя. Според статистиката на професор Любомир Милетич в 1912 година в селото живеят 36 български екзархийски семейства.

## Личности
Починали в Караюсуф
- Павел Петров Коняров, български военен деец, майор, загинал през Балканската война на 24 март 1913 година[2]